# Ambtsjonker

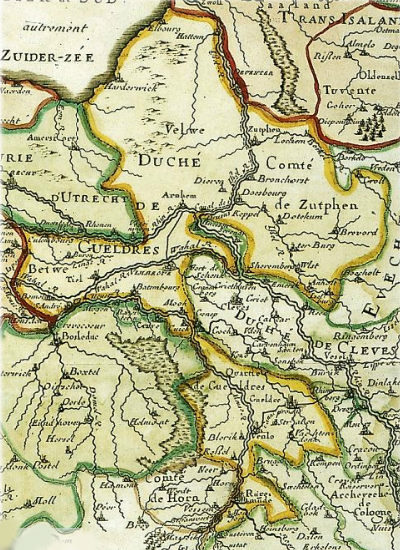
Gelre en zijn kwartieren.

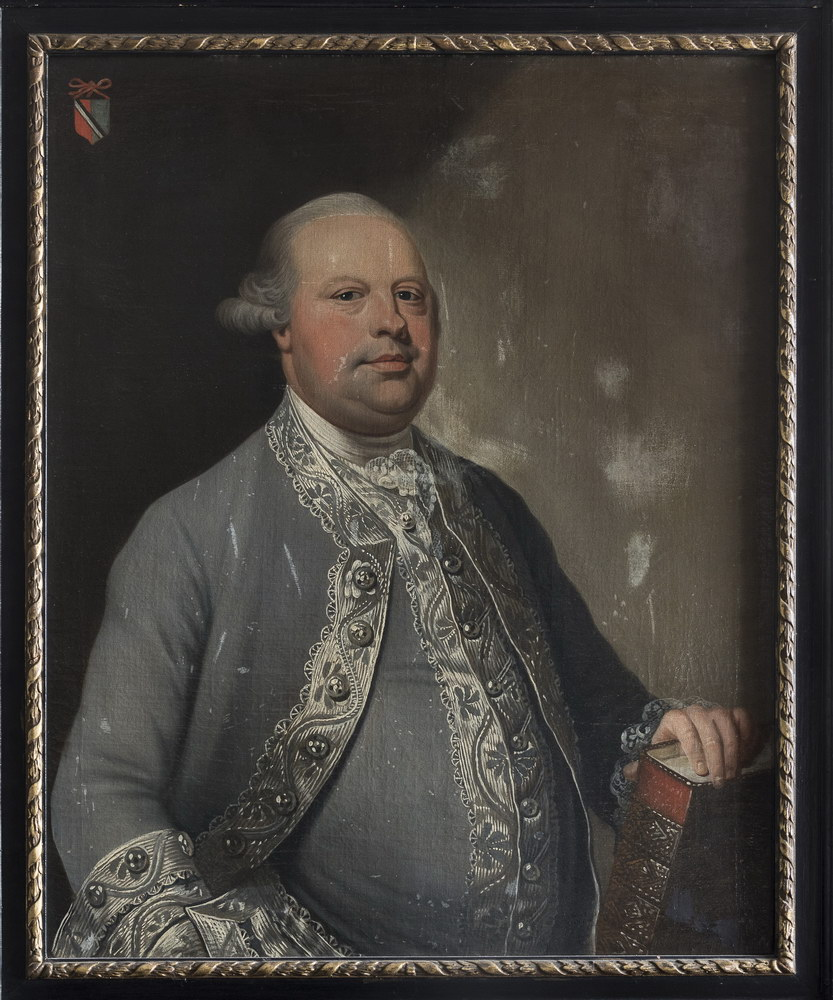
Jacob Willem van Panthaleon van Eck (1727-1789), ambtsjonker van Brummen, heer van Overbeek en Ontvanger-generaal van Veluwe

Ambtsjonkers of amptsjonkers waren adellijke Gelderse bestuurders in het tijdvak tussen de middeleeuwen en de Franse Tijd.
Sinds de middeleeuwen werden de plaatselijke belangen in Gelre behartigd door de adel en de rooms-katholieke kerk. Gelre was van 1339 tot 1581 een hertogdom, verdeeld in vier kwartieren, samen vormden zij de Staten van de Kwartieren:
1. Opper-Gelre, ook wel "Kwartier van Roermond" of (naar het Duitse Oberquartier) "Overkwartier" genoemd[1][2][3]: de steden Gelder, Roermond en Venlo
2. Kwartier van Nijmegen: tussen de grote rivieren
3. Kwartier van Veluwe (ook wel: van Arnhem)
4. Kwartier van Zutphen (het graafschap Zutphen)

Het centrale bestuur van een kwartier werd gevormd door de Staten, waarin de adel (ridderschap) en de steden zitting hadden. Het platteland werd vertegenwoordigd door de ridderschap (ambtsjonkers). Het Gelderse bestuur van voor het jaar 1798 was erg ingewikkeld en week nogal af van de besturen in de andere gewesten. Zo was het Kwartier van Veluwe bestuurlijk ingedeeld in twee ambten, het Landdrostampt van Veluwe en het Richterampt van Arnhem en Veluwenzoom. Het beheer van een kwartier  was in handen van een landdrost. De landdrost stelde als hoogste gezagsdrager voor de handhaving van orde en gezag een 'scholtis' of 'schout' aan. Een ambt was onderverdeeld in schout- of scholtambten. Het bestuur over de 'ampten ten plattelande' was opgedragen aan de ambtsjonkers.   
Reeds in 1576 werden in de Veluwse oorkonden al ambtsjonkers genoemd. Ambtsjonkers stamden uit oude geslachten en vormden een nieuwe (lagere) adelstand. Zij vormden het huishoudelijke bestuur van een ambt, samen met de geërfden. Geërfden waren bezitters van een 'volle hoeve', maar waren niet vertegenwoordigd in de staten van een kwartier. Geërfden behartigden onderling hun belangen in de buurschappen en marken. Die belangen van geërfden betroffen naast het beheer van de woeste gronden en het onderhoud van de infrastructuur ook het toezicht op de kerkelijke bezittingen. Het aantal ambtsjonkers verschilde per plaats. Zo telde het ambt Ede volgens 'De geschiedenis van Ede' in 1663 tien ambtsjonkers. In de loop van de achttiende eeuw verschoof het bestuur van de buurtschappen steeds meer van de geërfden naar de ambtsjonkers.
Ambtsjonkers vergaderden doorgaans één of meerdere dagen in het najaar. De bijeenkomst werd uitgeschreven en voorgezeten door de oudste jonker. De vergaderingen vonden plaats in een plaatselijke "amptskamer".

## Belastingen
Ambtsjonkers kregen geen salaris, maar kregen wel hun onkosten vergoed. Er waren edellieden die in meerdere ambten jonker waren. Ook kwam het voor dat jonkers lid waren van een stadsbestuur. De plaatselijke ridderschappen inden de belastingen tot het eind van de zestiende eeuw nog samen met de geërfden. De inning verschoof echter steeds meer van de geërfden naar de ambtsjonkers. Het college van ambtsjonkers, vergelijkbaar met de latere gemeenteraad, beheerde de financiën van het ambt en was verantwoordelijk voor de inning van plaatselijke en kwartierlijke belastingen.  De oudste ambtsjonker was de aansprakelijke ambtsontvanger en kreeg voor dat werk 6% (de "maanpenning") van de belastingopbrengsten.
De inning werd eerst vaak gedaan door schouten. Langzamerhand kregen de ambtsjonkers op financieel gebied meer te vertellen zodat de schout geleidelijk aan invloed moest inleveren, vooral op financieel gebied. De ambtsjonkers, waarvan het aantal niet beperkt werd, kwamen geregeld bijeen voor het bespreken van alle ambtelijke zaken. Meestal gingen die over belastingen. In de loop van de zeventiende eeuw lieten de ambtsjonkers de belastinginning uitvoeren door 'substituten'. Bij de aanslagen werd bepaald met hoeveel "opstuivers" de belastingaanslagen van de eigenaars van onroerend goed verhoogd mochten worden, als dekking van de te maken inningskosten. De totaal op te brengen belastingsom stond echter vast.
Tot de taken van de ambtsjonkers behoorde ook het verlenen van medewerking aan de vaststelling en invordering van de ‘verponding’. Deze onroerendgoedbelasting bestond uit een heffing van de zesde penning op de pachtopbrengst en de heffing van de negende penning van de huuropbrengst. De ambtsjonkers waren daarin zelfstandig. Zolang de jonkers het totale belastingbedrag maar afdroegen en de besluiten van het hertogdom uitvoerden bemoeiden mensen als de ‘Drost van Veluwen’ zich nauwelijks met de ambtsjonkers.
De belasting op eerste levensbehoeften werden tot 1710 door het ambtsjonkercollege afgekocht. De inning daarvan werd daarna verpacht aan de minstbiedende. De verpachtingen vonden na 1710 plaats ten overstaan van gedeputeerden uit de Veluwse Ridderschap en het stadsbestuur.
Over de belastingen die door de Staten van Gelre aan de Generaliteitskas van de Republiek werden afgedragen en hadden de jonkers geen zeggenschap.

## Kerkbestuur
In Gelre was voor 1798 geen scheiding van kerk en staat op het gebied van rechtspraak en bestuur. De ambtsjonkers bemoeiden zich dan ook met kerkelijke zaken. De kosten van kerken, pastorieën en traktementen waren voor het grootste deel afkomstig van de ambtsjonkers. De adel en de ambtsjonkers stelden predikanten, kosters en schoolmeesters aan. Rond 1800 kregen zij het opperbeheer over de kerkgoederen. Het beroepen van predikanten lieten zij steeds meer over aan predikanten uit de classis. Als privilege hadden ambtsjonkers in de kerk een speciale ‘amtsjonker’ bank die plaats bood aan zes personen. Daar zaten zij op groene lakense kussens met voor ieder een gratis bijbel. Aan de muren in de kerk hingen vaak hun wapenborden.

## Rechtspraak
Voor 1798 geen scheiding van kerk en staat op het gebied van rechtspraak en bestuur. De ambtsjonkers bemoeiden zich daarom ook met juridische zaken. Ambtsjonkers waren ook betrokken bij de rechtspraak in hun ambtsgebied. Lagere vormen van bestuur en rechtspraak lieten de zij aan anderen over, namelijk aan de buurspraak en de schouten. Aanvankelijk traden schouten op als invorderaars van schulden. Later worden zij meer en meer gerechtelijk en bestuurlijk ingezet. Schouten werden benoemd door de stadhouder. De schout voerde de bevelen en besluiten uit van de ambtsjonkers. 
De belangen van boeren en burgers werden meestal door de verschillende buurten behartigd. Ambtsjonkers beperkten zich vooral met openbare en kerkelijke zaken. Zwaardere zaken berechtten ze op het Landgericht dat onder leiding stond van de landdrost. Bij zittingen op een landgericht werd bij zonsopkomst recht gesproken onder voorzitterschap van een ambtsjonker. De zittingen werden gehouden op een kerkhof, in een speciaal daartoe geplaatste tent of op een kerkplein, ’s Avonds werd door de deelnemende leden gezamenlijk gegeten op rekening van het ampt. De dag erna vertrok het gezelschap naar een landgericht in een volgende plaats. Boeren uit het ambt waren daarbij verplicht om met hun paarden en wagens voor vervoer te zorgen.

## Overige taken
Tot de taken van de ambtsjonkers hoorde ook het verzorgen ook de administratie in hun gebied. Daarbij hielden ze naast  toezicht op wegen en bruggen ook toezicht op de waag. In hun ampt betaalden zij bijvoorbeeld het traktement voor de door hen aangestelde chirurgijn, en kwam het voor dat ze een vroedvrouw aanstelden.

## Franse tijd
Zelfs tijdens de bezetting door Franse troepen in 1794-1795 bleven de oude bestuursinstellingen aanvankelijk gehandhaafd. Alle privileges werden de ambtsjonkers ontnomen. Zo verloren zij bijvoorbeeld hun aanspreektitel Edele Erentfeste, wijze, voorsienige, seer discrete Heer en dienden zij voortaan te worden aangesproken met ‘burger’. Verder dienden hun wapenborden of schilden uit kerken en van gebouwen te worden verwijderd. Daarbij werden ook de familiewapens op hun koetsen niet getolereerd.
Volgens het besluit van 25 maart 1795 mochten de inwoners, onder bepaalde voorwaarden, zelf hun muncipaliteit (bestuurders) kiezen. In 1798 werd door de Nationale Vergadering de gewestelijke soevereiniteit definitief afgeschaft. Dat jaar werd de Gelderse landdag ontbonden en omgezet in het Provisioneel Intermediair Administratief Bestuur, waardoor de Staten van de Kwartieren en het Kwartier van Zutphen ophielden te bestaan. Alleen de Gedeputeerde Staten bleven, onder andere namen, hun taken tot 1805 uitvoeren.